# Nguyễn Tấn Dũng
Nguyễn Tấn Dũng (født 17. november 1949 i Ca Mau-provinsen i det sydlige Vietnam, er en vietnamesisk politiker,blev medlem af Det kommunistiske parti i Vietnam den 10. juni 1967. Var Vietnams premierminister fra 27. juni 2006 til sin pensionering i 2016. Han blev udvalgt til stillingen blandt landets nationalforsamling, og udpeget af hans forgænger, Phan Văn Khải, der blev pensioneret fra sit embede.
Nguyễn Tấn Dũng sluttede sig til Vietnams Folkehær i 1961 og tjente indtil 1984. Han kæmpede i syd og vest i Vietnamkrigen. Han citerede sit ønske om "national uafhængighed" som hans grunde til at kæmpe på slagmarken. I løbet af denne tid tjente Nguyễn Tấn Dũng i den kambodjansk-vietnamesiske krig, hvilket resulterede i den vietnamesiske besættelse af Cambodja. Under hans tjeneste blev han såret fire gange.
i december 2009 lavede Nguyễn Tấn Dũng et todages besøg i Rusland, og havde mødte med den russiske præsident Dmitrij Medvedev i Moskva. blev det meddelt, at Vietnam havde aftalt de store våben køb fra Rusland, primært ubåde og kampfly.
I april 2010 var Nguyễn Tấn Dũng til stede på præsident Barack Obamas konference om nuklear sikkerhed i Washington D.C. Han mødtes også med andre amerikanske ledere og diskuterede tættere økonomisk og strategisk samarbejde mellem de to lande.